# Zealandotachina nigrifemorata
Zealandotachina nigrifemorata là một loài ruồi trong họ Tachinidae.